# Mary Agnes O'Connor
Pour les articles homonymes, voir O'Connor.
Mère Mary Agnes O'Connor (6 janvier 1815 - 20 décembre 1859) est une religieuse irlandaise, fondatrice et assistante sociale des Sisters of Mercy.

## Biographie
Mary O'Connor est née à Kilkenny le 6 janvier 1815. Elle est la plus jeune des dix enfants de Patrick et Mary O'Connor. Le 27 avril 1838, elle entre au couvent de la miséricorde de Baggot Street à Dublin. Elle reçoit l'habit des Sisters of Mercy le 4 septembre 1838. Elle prend le nom de sœur Mary Agnes et professe le 24 septembre 1840. Elle travaille d'abord à la Maison de la Miséricorde, un refuge pour femmes sans-abri, ainsi que pour rendre visite aux malades chez eux et dans les hôpitaux de Sir Patrick Dun et Mercer,.
O'Connor est envoyée à Londres le 31 juillet 1844, à titre temporaire, pour être la première supérieure du couvent St Edward situé au 32 Queen's Square à Bloomsbury. Elle démissionne de ce poste le 27 janvier 1846, à la demande de l'évêque Dr John Hughes, pour fonder un couvent de la Miséricorde à New York. Elle part avec un groupe de religieuses de Dublin le 13 avril 1846, à bord du Montezuma à Liverpool, et arrive à New York le 14 mai 1846. Elles commencent leur travail en visitant des patients des hôpitaux Bellevue et Harlem, ainsi que des détenus des pénitenciers Tombs, Sing Sing et Blackwell's Island. Une confrérie religieuse, la Ligue du Sacré-Cœur, est créée à Sing Sing en 1848. Les sœurs ont ensuite créé une école du dimanche pour adultes, suivie d'une académie restreinte ouverte le 15 juin 1848 et d'une école médiocre le 21 janvier 1851. Elles supervisent également une bibliothèque de prêt qui a un large lectorat,,.
Une maison de miséricorde est créée en 1848 pour recevoir, éduquer et former des jeunes femmes immigrantes irlandaises et locales. Dans les premières années, la majorité des participants sont des femmes et des filles irlandaises. O'Connor se rend sur les quais pour rencontrer les femmes à leur arrivée et les amène à la Maison de la Miséricorde, qui peut accueillir 100 femmes. La Maison a des salles de classe, des dortoirs et des ateliers où les jeunes femmes peuvent apprendre la lecture, l'écriture et le calcul ainsi que la couture, la broderie, la couture, le travail de cuisine, le tricot, la lessive et la couture ordinaire. Au cours de ses 18 premières années, 9 054 jeunes femmes ont assisté à la Maison, les religieuses ayant placé 16 869 personnes en emploi au cours de la même période. La maison fournit également des repas et d'autres aides aux habitants vivant dans la pauvreté.
D'autres couvents sont établis à Brooklyn le 12 septembre 1855 et à St Louis en juin 1856 aux côtés des écoles paroissiales et dominicales des villes. O'Connor développe une affection oculaire douloureuse à partir de 1852 et est envoyée en Irlande pour être vu par l'ophtalmologiste William Wilde en vain.
Elle est supérieure pendant 13 ans jusqu'à sa mort le 20 décembre 1859 au couvent de la miséricorde, à New York. Elle est enterrée dans la crypte de l'ancienne cathédrale Saint-Patrick.